# Анджей Врублевски
А̀нджей Врублѐвски (на полски: Andrzej Krystyn Wróblewski) е полски художник, починал при алпиниски инцидент едва на 29-годишна възраст. Признат е от мнозина като един от най-известните художници в Полша след Втората световна война, създавайки ясно индивидуалистичен подход към изобразителното изкуство.

## Биография
Врублевски е роден на 15 юни 1927 г. във Вилно, син на професора по право във Вилненския университет Бронислав Врублевски и художничката Кристина Врублевска. Показва артистичен талант от много ранна възраст. Образованието му е прекъснато от германската инвазия на Полша. Майка му го учи на дърворезба, с която той се занимава от 1944 до 1946 г.
Непосредствено след края на Втората световна война, след преместването на националните граници на Полша, семейството му се премества от Вилно в Краков, където взема изпитите за матура и става студент в катедра „Живопис и скулптура“ в най-старото училище за изкуство в Полша, където учи между 1945 г. и 1952 г. при Зигмунт Радницки, Збигнев Пронашко, Хана Рудзка-Цибисова и Йежи Федкович. Също така между 1945 и 1948 г. едновременно учи история на изкуството в Ягелонския университет.